# Gunjica
Gunjica (cyr. Гуњица) – wieś w Serbii, w okręgu kolubarskim, w gminie Mionica. W 2011 roku liczyła 101 mieszkańców.